# Diócesis de Armenia
La diócesis de Armenia (en latín: Dioecesis Armeniensis) es una circunscripción eclesiástica de la Iglesia católica en Colombia. Se trata de una diócesis latina, sufragánea de la arquidiócesis de Manizales. Desde el 12 de diciembre de 2018 su obispo es Carlos Arturo Quintero Gómez.

## Territorio y organización
La diócesis tiene 1845 km² y extiende su jurisdicción sobre los fieles católicos de rito latino residentes en el departamento del Quindío.
La sede de la diócesis se encuentra en la ciudad de Armenia, en donde se halla la Catedral de la Inmaculada Concepción.
En 2022 en la diócesis existían 46 parroquias agrupadas en 6 vicarías.

## Historia
La diócesis fue erigida el 17 de diciembre de 1952 mediante la bula Leguntur saepissime del papa Pío XII, derivando el territorio de la prefectura apostólica del Chocó (a la vez suprimida) y de la diócesis de Manizales (hoy arquidiócesis). Se designó como su primer obispo a Jesús Martínez Vargas, quien se posesionó el 6 de febrero de 1953 y se retiró el 22 de abril de 1972.
Originalmente sufragánea de la arquidiócesis de Medellín, el 10 de mayo de 1954 pasó a formar parte de la provincia eclesiástica de la arquidiócesis de Manizales.
El 8 de febrero de 1972 el papa Pablo VI designó como segundo obispo a Libardo Ramírez Gómez, quien gobernó hasta el 18 de octubre de 1986 cuando fue nombrado obispo de Garzón.
Durante la sede vacante del 11 de diciembre de 1986 a 5 de junio de 1987, rigió la diócesis el presbítero Gonzalo Guevara Pérez.
En 1987 llegó a la diócesis Roberto López Londoño, quien fue nombrado obispo de Armenia el 12 de mayo de 1987 y se posesionó el 6 de junio del mismo año. Estuvo al frente de la diócesis hasta que fue nombrado obispo de Jericó el 7 de octubre de 2003.
Durante la sede vacante del 13 de diciembre de 2003 a 30 de enero de 2004, la diócesis fue administrada por el arzobispo de Manizales, Fabio Betancur Tirado. 
El 29 de noviembre de 2003 fue nombrado obispo de Armenia Fabio Duque Jaramillo, quien recibió su ordenación episcopal el 31 de enero de 2004 y gobernó hasta el 11 de junio de 2012 cuando nombrado obispo de Garzón. Después fue nombrado Alberto Giraldo Jaramillo quien estuvo como administrador  apostólico.

## Estadísticas
Según el Anuario Pontificio 2023 la diócesis tenía a fines de 2022 un total de 473 000 fieles bautizados.
| Año                                                                             | Población            | Población | Población      | Sacerdotes | Sacerdotes    | Sacerdotes    | Bautizados por sacerdote | Diáconos permanentes | Religiosos | Religiosos | Parroquias |
| Año                                                                             | Bautizados católicos | Total     | % de católicos | Total      | Clero secular | Clero regular | Bautizados por sacerdote | Diáconos permanentes | Varones    | Mujeres    | Parroquias |
| ------------------------------------------------------------------------------- | -------------------- | --------- | -------------- | ---------- | ------------- | ------------- | ------------------------ | -------------------- | ---------- | ---------- | ---------- |
| 1959                                                                            | 351 000              | 352 200   | 99.7           | 52         | 45            | 7             | 6750                     |                      | 22         | 220        | 14         |
| 1966                                                                            | 360 000              | 363 000   | 99.2           | 63         | 51            | 12            | 5714                     |                      | 40         | 293        | 19         |
| 1970                                                                            | 430 000              | 434 100   | 99.1           | 66         | 52            | 14            | 6515                     |                      | 29         | 220        | 20         |
| 1976                                                                            | 350 500              | 360 100   | 97.3           | 48         | 38            | 10            | 7302                     |                      | 40         | 278        | 23         |
| 1980                                                                            | 400 000              | 420 000   | 95.2           | 58         | 46            | 12            | 6896                     |                      | 30         | 236        | 24         |
| 1990                                                                            | 395 000              | 418 944   | 94.3           | 62         | 55            | 7             | 6370                     |                      | 18         | 202        | 30         |
| 1999                                                                            | 400 000              | 430 000   | 93.0           | 82         | 72            | 10            | 4878                     |                      | 20         | 203        | 39         |
| 2000                                                                            | 400 000              | 430 000   | 93.0           | 81         | 71            | 10            | 4938                     | 1                    | 16         | 173        | 40         |
| 2001                                                                            | 400 000              | 430 000   | 93.0           | 85         | 75            | 10            | 4705                     | 1                    | 20         | 172        | 41         |
| 2002                                                                            | 390 000              | 445 000   | 87.6           | 91         | 81            | 10            | 4285                     | 1                    | 17         | 165        | 42         |
| 2003                                                                            | 400 000              | 485 000   | 82.5           | 87         | 78            | 9             | 4597                     | 1                    | 14         | 172        | 42         |
| 2004                                                                            | 408 422              | 495 212   | 82.5           | 93         | 82            | 11            | 4391                     | 1                    | 16         | 181        | 43         |
| 2006                                                                            | 422 000              | 512 000   | 82.4           | 99         | 85            | 14            | 4262                     | 1                    | 18         | 181        | 43         |
| 2012                                                                            | 458 000              | 554 000   | 82.7           | 108        | 95            | 13            | 4240                     | 5                    | 26         | 163        | 44         |
| 2015                                                                            | 473 000              | 562 114   | 84.1           | 103        | 87            | 16            | 4592                     | 6                    | 23         | 163        | 46         |
| 2018                                                                            | 480 930              | 571 733   | 84.1           | 109        | 94            | 15            | 4412                     | 6                    | 18         | 165        | 46         |
| 2020                                                                            | 488 600              | 581 200   | 84.1           | 105        | 92            | 13            | 4653                     | 6                    | 17         | 167        | 46         |
| 2022                                                                            | 473 000              | 562 117   | 84.1           | 105        | 92            | 13            | 4504                     | 8                    | 15         | 155        | 46         |
| Fuente: Catholic-Hierarchy, que a su vez toma los datos del Anuario Pontificio. |                      |           |                |            |               |               |                          |                      |            |            |            |

## Episcopologio
- José de Jesús Martinez Vargas † (18 de diciembre de 1952-8 de febrero de 1972 retirado)
- Libardo Ramírez Gómez (8 de febrero de 1972-18 de octubre de 1986 nombrado obispo de Garzón)
- José Roberto López Londoño † (9 de mayo de 1987-7 de octubre de 2003 nombrado obispo de Jericó)
- Fabio Duque Jaramillo, O.F.M. † (29 de noviembre de 2003-11 de junio de 2012 nombrado obispo de Garzón)
  - Sede vacante (2012-2014)
- Pablo Emiro Salas Anteliz (18 de agosto de 2014-14 de noviembre de 2017 nombrado arzobispo de Barranquilla)
- Carlos Arturo Quintero Gómez, desde el 12 de diciembre de 2018